# 에른스트 1세 폰 작센코부르크고타 공작
에른스트 1세 폰 작센코부르크고타 공작(독일어: Ernst I von Sachsen-Coburg-Gotha, 본명: 에른스트 안톤 카를 루트비히(Ernst Anton Karl Ludwig), 1784년 1월 2일 ~ 1844년 1월 29일)은 독일의 왕족이다. 작센코부르크고타가 출신이며 작센코부르크잘펠트 공국의 공작(재위: 1806년 12월 9일 ~ 1826년 11월 12일), 작센코부르크고타 공국의 공작(재위: 1826년 11월 12일 ~ 1844년 1월 29일)을 역임했다. 에드워드 7세의 할아버지이자 조지 5세의 증조부이다.

## 생애
코부르크에서 프란츠 폰 작센코부르크잘펠트 공작과 아우구스테 로이스 추 에베르스도르프 백작부인의 장남(정확하게는 사산된 형이 있었으므로 차남임)으로 태어났다. 그의 남매로는 포르투갈의 페르난두 2세 국왕의 아버지이자 불가리아의 페르디난드 1세 국왕의 할아버지인 페르디난트 폰 작센코부르크고타 공작, 벨기에의 초대 국왕인 레오폴 1세, 영국의 빅토리아 여왕의 어머니인 빅토리아 폰 작센코부르크잘펠트 공녀가 있다.
1817년 7월 3일에 고타에서 작센고타알텐베르크 공작 아우구스트의 딸인 루이제 폰 작센고타알텐부르크 공녀와 결혼했지만 문란한 사생활로 인해 갈등을 빚게 된다. 에른스트와 루이제 부부는 두 아들을 두었으나 1824년에 결별했고 1826년 3월 31일을 기해 공식적으로 이혼하게 된다. 1822년에는 장인인 작센고타알텐베르크 공작 아우구스트가 아들 없이 사망했고 1825년에는 그의 동생이자 에른스트의 처숙부인 작센고타알텐베르크 공작 프리드리히 4세도 자녀 없이 사망하고 만다.
에른스트는 원래 자신이 갖고 있던 작센코부르크잘펠트 공작위와 처가의 작센고타알텐베르크 공작위를 합쳐 작센코부르크고타 공작이라는 새로운 직위로 바꿨다. 1832년 12월 23일에는 코부르크에서 외조카인 마리 폰 뷔르템베르크와 재혼했으나 자녀가 없었다. 1839년에는 차남인 앨버트가 영국의 빅토리아 여왕과 결혼해서 여왕의 외삼촌이자 시아버지가 되었다.

## 자녀
| 사진 | 이름                      | 생일            | 사망                    | 기타                                         |
| ---- | ------------------------- | --------------- | ----------------------- | -------------------------------------------- |
|      | 에른스트 2세              | 1818년 6월 21일 | 1893년 8월 22일 (75세)  | 1842년 바덴의 알렉산드리네와 결혼, 자녀 없음 |
|      | 작센코부르크고타의 앨버트 | 1819년 8월 26일 | 1861년 12월 14일 (42세) | 영국 빅토리아 여왕과 결혼, 4남 5녀           |